# Guerre de l'Utah
La guerre de l'Utah, aussi connue sous les noms d'expédition de l'Utah ou de bévue de Buchanan (Buchanan's Blunder), est un conflit qui a eu lieu dans le territoire de l'Utah entre les colons mormons et le gouvernement fédéral des États-Unis. La confrontation a duré de mars 1857 à juillet 1858. Le conflit s'est achevé par l'effondrement de l'État du Deseret, dirigé par les mormons, au profit d'une administration américaine sur le territoire de l'Utah et à la reconnaissance par le gouvernement américain de l'Église de Jésus-Christ des saints des derniers jours et de son administration installée à Salt Lake City, capitale mormone.

## Contexte
Dès la fondation de l'Église de Jésus-Christ des saints des derniers jours en 1830, ses membres ont été souvent traités durement et persécutés par leurs voisins, principalement en raison de leur unité sociale et politique et de leurs croyances religieuses. Ont eu lieu des actes de violence dirigés contre cette église, ses membres et son dirigeant, Joseph Smith, ce qui, entre autres raisons, les a contraints à se déplacer d'un endroit à un autre : Ohio, Missouri, puis en Illinois, où les membres de l'Église ont construit la ville de Nauvoo et un temple.
En 1838, le gouverneur du Missouri, Lilburn Boggs, publia l'ordre d'extermination à l'encontre de tous les mormons qui vivaient dans l'État conduisant au massacre de Haun's Mill. En 1844 a eu lieu le meurtre de Joseph Smith, tué par la foule dans la ville de Carthage, en Illinois. En 1846, les tensions ont atteint leur apogée[réf. nécessaire] et, en 1848, des émeutiers ont brûlé le temple de Nauvoo.
Les premiers pionniers mormons, chassés de Nauvoo en Illinois (États-Unis) durant l'hiver 1845-1846, subirent l'exode et entreprirent à pied ou en chariot, sous la direction de Brigham Young, successeur de Joseph Smith, le trajet de plus de 2 000 kilomètres qui les mena jusqu'à la vallée du Grand Lac Salé, un endroit totalement désertique dans les Montagnes Rocheuses, situé dans l'actuel État d'Utah, où ils s'établirent définitivement à partir de 1847.

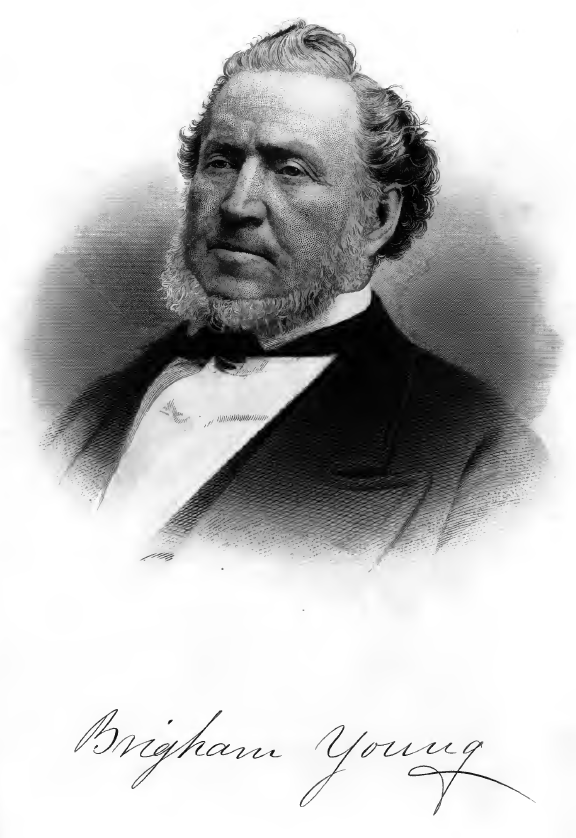
Brigham Young, président de l'Église mormone et fondateur de l'État du Deseret.

Entre 1847 et 1860 (date d'achèvement du chemin de fer transcontinental), 86 000 pionniers se rendirent dans la vallée du Grand Lac Salé. 6 000 d'entre eux moururent au cours du voyage. Les premiers pionniers étaient Américains, puis des dizaines de milliers d'Européens, Britanniques, Allemands, Scandinaves, Français, Suisses, etc. traversèrent l'océan Atlantique pour se rendre à Salt Lake City où, sous l'impulsion de Brigham Young, ils prospérèrent.
Un Français, Louis Auguste Bertrand, rédacteur au journal Le Populaire et communiste icarien, raconte sa conversion en 1850 et son expérience de la traversée des plaines dans Mémoires d'un mormon.
En Utah, sous l'impulsion de Young, les mormons créent l'État du Deseret, avec Salt Lake City pour capitale et des frontières proposées qui englobaient l'intégralité du Grand Bassin et le bassin versant du Colorado, incluant en partie ou en totalité neuf États américains actuels. Sa création provenait en partie du compromis de 1850 qui devait préserver l'équilibre du pouvoir entre États esclavagistes et États non esclavagistes. Elle est aussi l'aboutissement d'une pétition envoyée au Congrès américain par les pionniers mormons installés dans la vallée du lac salé en 1847. À l'exception d'une petite zone autour du cours amont du Colorado, située de nos jours dans l'État du Colorado, toutes les terres composant ce nouvel État ont été acquises en 1848 lors de la Cession mexicaine, la frontière orientale suivant ainsi la Continental Divide. Sa limite sud avec le Territoire du Nouveau-Mexique a été fixée le long du 37e parallèle nord. En mars 1849, constatant qu'ils n'auraient pas le temps de suivre les étapes habituelles pour transformer le territoire en État officiel, Brigham Young et un groupe d'aînés de l'Église esquissèrent rapidement une constitution d'État.
Cet État, doté désormais de sa propre religion et de sa propre constitution, refuse de reconnaître l'autorité fédérale américaine en vertu du fait que les États-Unis condamnent le mormonisme. L'Église dirige l'État, avec à sa tête Young, qui affirme l'autorité de l'Église et des mormons sur le territoire.
Après l'appel des autorités fédérales américaines voisines de l'État du Deseret, le gouvernement américain décide d'agir et d'imposer son autorité sur le territoire de l'Utah.

## Déroulement
De 1857 à 1858, l'administration du président des États-Unis James Buchanan cherche à réprimer ce qu'elle considère comme une rébellion dans le territoire de l'Utah. De leur côté, les mormons craignent que l'important contingent de l'armée fédérale ait été envoyé dans la région pour les anéantir ; ils bloquent donc l'entrée de la vallée de Salt Lake. L'affrontement entre la milice des mormons, dite Légion Nauvoo, et l'armée américaine entraîne des destructions, mais pas de réelles batailles entre les forces en présence.
Cependant, au plus fort du conflit, environ cent-vingt colons venant de l'Arkansas et se dirigeant vers la Californie sont tués par les miliciens mormons locaux (avec l'aide d'alliés amérindiens), lors de ce qui sera plus tard appelé le massacre de Mountain Meadows. D'autres incidents violents sont probablement aussi liés au conflit, comme l'attaque indienne sur la mission mormone à Fort Limhi (attaque probablement fomentée en sous-main par les soldats de l'expédition de l'Utah), au cours de laquelle deux mormons sont tués.
Finalement, des négociations entre les États-Unis et la hiérarchie de l'Église de Jésus-Christ des saints des derniers jours aboutissent. Elles entraînent le pardon complet des mormons, la dissolution de l'État du Deseret, la naissance du territoire de l'Utah, l'occupation du territoire par les forces fédérales américaines et l'administration américaine sur l'Utah, la reconnaissance de l'Église de Jésus-Christ des saints des derniers jours par les États-Unis et reconnaissance de l'administration mormone sur Salt Lake City, qui échappe au contrôle fédéral américain.